# باليس سرويغا
باليس سرويغا (2 فبراير 1896 - 16 أكتوبر 1947) (بالليتوانية: Balys Sruoga) هو شاعر وكاتب مسرحي وناقد ومنظّر أدبي ليتواني.

## مسيرته
ساهم سرويغا في المجلات الثقافية منذ شبابه. وقد نشر أعماله الجناح الليبرالي للحركة الثقافية الليتوانية، وكذلك عدد من الصحف الليتوانية. في عام 1914، بدأ دراسة الأدب في سانت بطرسبرغ، وفي وقت لاحق في موسكو، بسبب الحرب العالمية الأولى والثورة الروسية.
في عام 1921، التحق بجامعة لودفيغ ماكسيميليان في ميونخ، حيث حصل في عام 1924 على درجة الدكتوراه بأطروحة حول الفولكلور الليتواني.
بعد عودته إلى ليتوانيا، درَس سرويغا في جامعة ليتوانيا، وأقام ندوة مسرحية أصبحت في نهاية المطاف دورة دراسية. كما كتب مقالات مختلفة عن الأدب. من عام 1930 بدأ كتابة الدراما. في عام 1939، بدأ التدريس في جامعة فيلنيوس.
يُعرف سرويغا بكتابه «غابة الآلهة» (Dievų miškas)، الذي تحول في عام 2005 إلى فيلم يحمل العنوان نفسه للكتاب. وقد أصبح الفيلم الأكثر ربحًا بعد أن حصلت ليتوانيا على الاستقلال.

## روابط خارجية
- باليس سرويغا على موقع IMDb (الإنجليزية)
- باليس سرويغا على موقع قاعدة بيانات الفيلم (الإنجليزية)

- السيرة الذاتية